# Richard Hugh Sibson
Richard Hugh Sibson FRS (28 de novembro de 1945 —) é um  geólogo estrutural neozelandês, professor emérito da University of Otago, que recebeu numerosas honras e prémios pelo seu trabalho no campo da sismologia, o qual causou uma mudança fundamental na interpretação da relação entre sismos e geologia de zonas de falha e sobre a origem de depósitos minerais hospedados em falhas.

## Biografia
Richard Sibson é o filho do ornitólogo Richard B. Sibson (1911-1994). De 1959 a 1963, frequentou o King's College em Auckland. A decisão subsequente de Sibson optar por estudar geologia foi significativamente influenciada pelo seu tio, o paleontólogo e naturalista Sir Charles Fleming, que lhe sugeriu aquele campo de estudo.
Em 1968, obteve a licenciatura (BSc) na Universidade de Auckland, em 1970 o mestrado no Imperial College London, instituição onde, em 1977, obteve também o doutoramento (PhD).
De 1982 a 1990, trabalhou no Instituto de Estudos da Crusta (Institute for Crustal Studies) e no Departamento de Ciências Geológicas da Universidade da Califórnia, em Santa Bárbara (University of California, Santa Barbara). De 1990 a 2009, foi professor na Universidade de Otago, na Nova Zelândia. He is associate professor of the University of Canterbury in Christchurch.
Em 2005, co-fundou o Instituto de Ciências da Terra e Engenharia na Universidade de Auckland.< Entre os alunos notáveis de Sibson contam-se Virginia Toy.
Sibson estudou geologia estrutural no Imperial College com John G. Ramsay, Neville J. Price e Ernie Rutter. O seu interesse particular era o estudo da estrutura e da mecânica das zonas de falha da crosta terrestre e a sua relação com os sismos. A sua tese de doutoramento versa os pseudotaquilitos das Hébridas Exteriores, tendo provado que estas rochas se devem a eventos sísmicos, como é atualmente aceite. Sibson estudou a mecânica e a deformação das rochas e tentou obter informações geológicas a partir de medições sísmicas e sismológicas.
A partir de 1981, trabalhou no programa de sismologia do Serviço Geológico dos Estados Unidos da América (United States Geological Survey|USGS), em Menlo Park, Califórnia (Menlo Park), e, mais tarde, no Archaikum do Canadá, examinou a influência dos fluidos (gases e líquidos) na formação e no curso dos sismos e a formação de depósitos de minério em zonas de falha devido a processos hidrotermais. Sibson tem estado envolvido na educação do público sobre o risco representado pelas numerosas falhas activas da Nova Zelândia, em especial a Falha Alpina.

## Condecorações
- Fellow of the Royal Society of New Zealand[13]
- 2003 Fellow of the Royal Society[14]
- 2006 Fellow of the American Association for the Advancement of Science[15]
- 2010 Wollaston Medal of the Geological Society of London[3]
- 2010 Distinguished Alumni Award from the University of Auckland[16]